# مين تو وون
مين تو وون (بالإنجليزية: Min Thu Wun)‏ (و. 1909 – 2004 م) هو كاتب، وشاعر 
وهو عضو في الرابطة الوطنية من أجل الديموقراطية .

## التعليم
تعلم في جامعة أوكسفورد